# Gottfried zu Hohenlohe-Schillingsfürst
Prinz Gottfried Maximilian Maria zu Hohenlohe-Schillingsfürst (* 8. November 1867 in Wien; † 7. November 1932 ebenda) war ein österreichischer Hocharistokrat, Generalmajor und Diplomat.

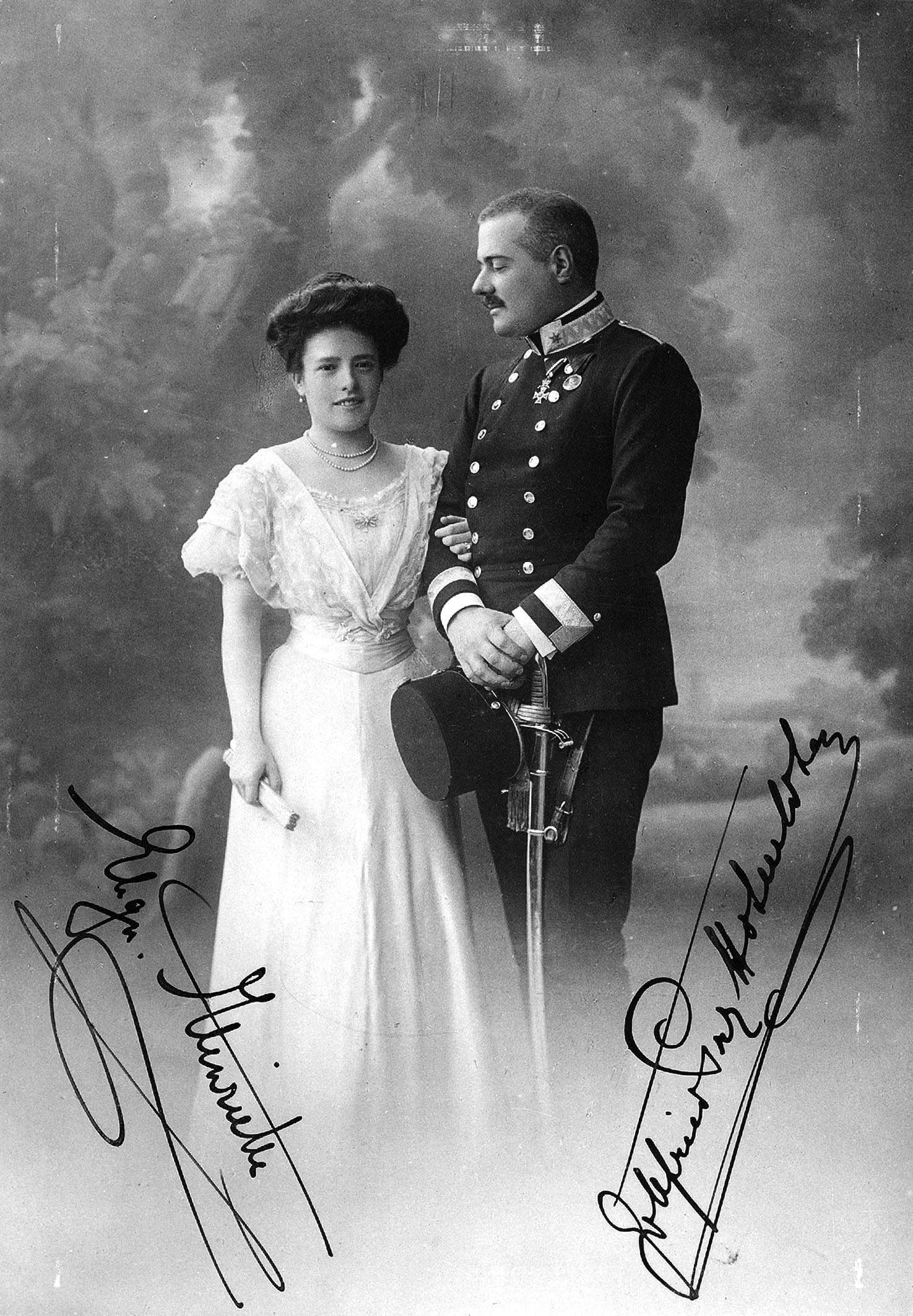
Gottfried zu Hohenlohe-Schillingsfürst und seine Frau Maria Henriette, Erzherzogin von Österreich (1908)

## Leben

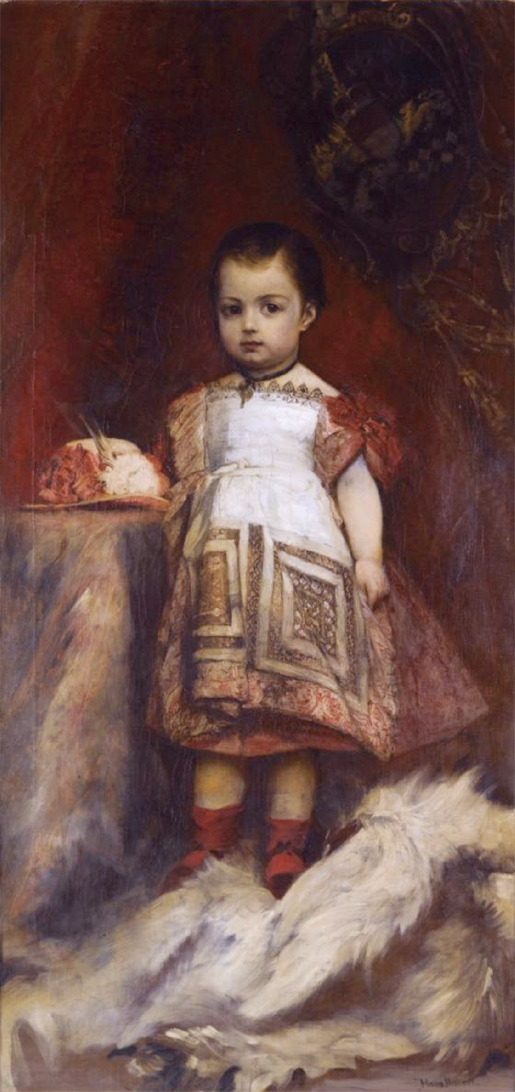
Gottfried als Kind (1870), Gemälde von Hans Makart

Gottfried war der Sohn von Fürst Konstantin zu Hohenlohe-Schillingsfürst und Marie zu Hohenlohe-Schillingsfürst, geborene Sayn-Wittgenstein, Neffe des deutschen Reichskanzlers Chlodwig zu Hohenlohe-Schillingsfürst und Bruder des Politikers Konrad zu Hohenlohe-Schillingsfürst. Er absolvierte das Schottengymnasium, ging 1887 zu den Husaren und besuchte 1893 bis 1895 die Theresianische Militärakademie.
1902 bis 1907 war Hohenlohe Militärattaché Österreich-Ungarns in Sankt Petersburg und trat anschließend in den diplomatischen Dienst über. 1908 heiratete er Erzherzogin Maria Henriette von Österreich-Teschen (1883–1956). Aus der Ehe gingen drei Kinder hervor. Von April 1908 bis November 1913 war er österreichischer Botschaftsrat in Berlin und vom 4. August 1914 bis zum 14. November 1918 (zum Ende des Ersten Weltkriegs) Botschafter Österreich-Ungarns im Deutschen Kaiserreich.
Mögliche deutsche Absichten, ein Separatabkommen mit Russland, bei Abtretung Ostgaliziens, abzuschließen, hielt Hohenlohe Ende 1914 für „völlig ausgeschlossen“: Deutschland wäre nach dem Krieg „die bestgehasste Macht auf der ganzen Welt“ und wäre daher auf die Monarchie angewiesen.
Im Zusammenhang mit der „Mitteleuropafrage“, einer engen politischen und wirtschaftlichen Annäherung der beiden Kaiserreiche, stellte Botschafter Hohenlohe diese als ein Komplott gegen die Habsburger dar.
Als die deutsche Oberste Heeresleitung im September 1916 darauf drängte, das österreichische Besatzungsgebiet in Polen im deutsch beherrschten Generalgouvernement Warschau aufgehen zu lassen, um eine einheitlich polnische Nationalarmee ausheben zu können, beschwerte sich Hohenlohe bei Außenminister Arthur Zimmermann über so „absurde Forderungen“, „man sei in der Wilhelmstraße zuweilen nicht recht bei Troste … in Österreich-Ungarn ein übergroßes Quantum von Bitterkeit und Gereiztheit künstlich zu erzeugen“, das, „wenn es auch jetzt hinuntergewürgt würde“, sich doch bei den Friedensverhandlungen sehr übel auswirken würde.
Nach den Zusatzverträgen zum Friedensvertrag von Brest-Litowsk vertrat Hohenlohe die Meinung, solange die Bolschewiken an der Macht seien, „sollten wir trachten, sie ebenso rücksichtslos auszunützen wie Deutschland, um zu ähnlichen finanziellen und wirtschaftlichen Abkommen zu gelangen“. Er forderte daher im September 1918 ein Drittel des zugesicherten fünfundzwanzigprozentigen Anteils Deutschlands am Bakuöl.
Als die Differenzen zwischen Kaiser Karl I. und seinem Außenminister Ottokar Czernin durch die Sixtus-Affäre 1917 eskalierten, wurde Hohenlohe als dessen Nachfolger gehandelt.